# Kabary
Le kabary est un type de discours prononcé en public à Madagascar. Les orateurs, appelé mpikabary, sont principalement des hommes âgés d'un statut social élevé, mais les profils des pratiquants tendent à se diversifier. En 2021, l'UNESCO inscrit cet art oratoire dans la liste représentative du patrimoine culturel immatériel de l'humanité. 

## Définition et origine
Le kabary désigne un discours poétisé dit en public. Constitué de proverbes, de maximes, de figures de style et de jeux de mots, il obéit à une certaine structure et possède règles et tabous. Il est à l'origine prononcé par des dirigeants pour annoncer les évènements sociaux et administratifs. Il est ensuite repris par la communauté pour communiquer, devenant un élément culturel de Madagascar. De tels discours sont proclamés lors de fêtes et de cérémonies et durent plusieurs heures (sauf pendant les funérailles où des versions plus brèves, d'une dizaines de minutes, sont adoptées). Les mpikabary (orateurs), au nombre de deux, dialoguent devant une assemblée. Le discours commence traditionnellement par des excuses, un hommage aux ancêtres et à la famille. Un article du Monde décrit un orateur portant un lamba. D'après Mahery Andrianahaga, historien spécialiste du patrimoine culturel de Madagascar, le kabary est garant du fihavanana. Selon une association de rhéteurs malgaches, mille étudiants sortent chaque année d'un cursus spécialisé ; il n'existe cependant pas de statistiques officielles sur les rhéteurs.
Le terme kabary provient du swahili kabari (information) et de l'arabe kabar (informer, dire). Une définition admise dans le milieu du kabary est que c'est un discours ni chanté ni scandé, légèrement crié et dit un peu plus haut que la façon dont l'orateur s'exprime d'ordinaire. 

## Démocratisation de la pratique
Initialement pratiqué par des hommes âgés jouissant d'un prestige social élevé, ce type de discours s'ouvre de plus en plus aux jeunes et aux femmes. Hanitra Andriamboavonjy, présidente de l'Association des rhéteurs malgaches (Fimpima), rappelle que des reines le pratiquaient, mais tempère en disant que les femmes, mal accueillies, n'ont parfois pas le droit de prononcer des discours de funérailles. Le kabary, selon Mahery Andrianahaga, semble se démocratiser et se diffuser dans tout Madagascar. Fimpima admet la première femme en 1980, alors qu'elle est fondée en 1964. Dans le cas des funérailles, où les femmes sont moins acceptées, l'on distingue les discours de condoléance et les discours prononcés devant la tombe (ce dernier type semble davantage fermé aux femmes). 

## Reconnaissance
En 2021, le kabary est inscrit sur la liste représentative du patrimoine culturel immatériel de l'humanité. L'UNESCO décrit une double valeur de cet art oratoire, l'une familiale, l'autre politique, en lui reconnaissant toujours une fonction fédératrice. Lalatiana Rakotondrazafy Andriatongarivo, ministre de la Communication et de la Culture, représente Madagascar pour la cérémonie de l'UNESCO. D'après un article de Midi Madagasikara (en), une telle pratique « enrichit la langue malgache »
.

## Association
L'Association FI.MPI.MA (Fikambanan'ny Mpikabary Malagasy) en francais,(associations des locuteurs malgache) crée en 1960 est l'une des associations qui utilise le kabary